# Териберски залив
Териберски залив (рус. Губа Териберская) мањи је залив у централном делу Мурманске обале у акваторији Баренцовог мора, на 62 километра источно од Кољског залива. Административно припада Кољском рејону Мурманске области. Амплитуда плиме и осеке износи око 4 метра. Залив је под ледом од средине октобра до почетка маја.
Ка отвореном мору отворен је у северозападном делу и у том делу има ширину до максималних 5,4 метра. У копно се увлачи у дужини од око 9 киломатара. Максимална дубина воде у заливу је 118 метара. Обале залива су доста високе, стрме и камените, а изузетак је једино јужна обала уз ушће реке Териберке која је ниска и песковита. На јужној обали залива налази се село Териберка.
Почетком 20. века залив је имао важан привредни значај, пошто су се ту усидравали бројни рибарски и трговачки бродови пошто је унутрашњост залива заштићена од удара јаких ветрова са мора.